# Colastes alaskensis
Colastes alaskensis är en stekelart som först beskrevs av William Harris Ashmead 1902.  Colastes alaskensis ingår i släktet Colastes och familjen bracksteklar. Inga underarter finns listade i Catalogue of Life.